# Apocalypse, Verdun
Pour les articles homonymes, voir Apocalypse (homonymie).
Apocalypse, Staline Apocalypse, la paix impossible 1918-1926
Apocalypse, Verdun est un téléfilm documentaire français réalisé par Isabelle Clarke et Daniel Costelle, avec Kévin Accart et Mickaël Gamrasni. Il retrace la bataille de Verdun en 1916. Il a été diffusé sur France 2 le 21 février 2016. Il fait partie de la série Apocalypse.

## Fiche technique
- Réalisation : Isabelle Clarke, Daniel Costelle, Kévin Accart, Mickaël Gamrasni
- Texte écrit par[1] : Isabelle Clarke, Daniel Costelle, Kévin Accart, Mickaël Gamrasni.
- Voix off : Mathieu Kassovitz[2]
- Production : Louis Vaudeville
- Société de coproduction[3] : CC&C Clarke Costelle et Cie et ECPAD
  - Avec la participation[3] : France Télévisions, la RTBF, Planète + et TV5 Québec Canada
  - Avec le soutien[3] : du CNC, de la Région Lorraine, du département de la Meuse, de la Fondation Carac, de la Ville de Verdun et de la Mission du Centenaire de la Première Guerre mondiale
- Unité de programmes documentaires de France 2[3] : Fabrice Puchault et Barbara Hurel
- Musiques : Christian Clermont
- Création sonore : Gilbert Courtois
- Mixage : Louis Gignac
- Genre : Documentaire historique
- Durée : 90 minutes
- Première diffusion à la télévision le : 21 février 2016 sur France 2

### Français
- Raymond Poincaré
- Joseph Joffre
- Philippe Pétain
- Émile Driant
- Nicole Girard-Mangin
- Clémence Martin-Froment

### Allemands
- Guillaume de Prusse dit « le prince héritier »
- Erich von Falkenhayn